# شينكاني (آراغاتسوتن)
مدينة شينكاني (بالإنجليزية: Shenkani)‏ هي إحدى المدن التابعة لمقاطعة آراغاتسوتن في أرمينيا. يقدر عدد سكانها بـ 263 نسمة حسب الإحصاء الذي جرى عام 2011.